# Luftfartsinspektionen
Luftfartsinspektionen (LFI) var tillsynsmyndigheten för svensk civil luftfart fram till den 31 december 2004. Den sammanlades med Flygplatsnämnden till att bli Luftfartsstyrelsen den 1 januari 2005.
Luftfartsinspektionen var en i huvudsak självständig del av Luftfartsverket, medan Luftfartsstyrelsen var en fristående myndighet. Huvuddelen av Luftfartsinspektionens personal fördes vid organisationsändringen över till Luftfartsstyrelsen, liksom lokalerna.
Huvudkontoret för Luftfartsinspektionen var från 1976 lokaliserat i Norrköping och innan dess på Bromma flygplats.
| Från - Till | Namn                |
| ----------- | ------------------- |
| 1945 - 1957 | Tord Ångström       |
| 1957 - 1972 | Erland Ljungh       |
| 1972 - 1989 | Lars-Erik Nordström |
| 1989 - 1994 | Lars D. Sellberg    |
| 1994 - 2004 | Arne Axelsson       |